# Конвенція про захист прав людини і основоположних свобод

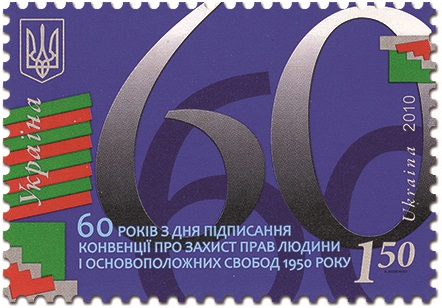
«Конвенція про захист прав людини і основоположних свобод», поштова марка України (2010)

Конве́нція про за́хист прав люди́ни і основополо́жних свобо́д (скорочено — Європе́йська Конве́нція з прав люди́ни (ЄКПЛ)) прийнята відповідно до Загальної декларації прав людини з метою додержання країнами-підписантами (учасниками Ради Європи) та забезпечення на своїй території прав та основоположних свобод людини. Конвенція була відкрита для підписання 4 листопада 1950 року, набула чинності 3 вересня 1953. Вона запровадила судовий механізм захисту визнаних міжнародним правом загальних стандартів політичних, економічних, соціальних і культурних прав та свобод людини в країнах-членах Ради Європи. Витрати на роботу суду фінансуються з внесків країн-членів Ради Європи. Звернутися до Європейського суду з прав людини можна тоді, коли вичерпані всі засоби національного правового захисту прав людини. Скарга повинна подаватися мовою національного судочинства, до неї обов'язково додаються рішення всіх судових інстанцій. Термін розгляду справи — у середньому 3—5 років. Україна, ставши 9 листопада 1995 членом Ради Європи, взяла на себе зобов'язання дотримуватися положень названої конвенції. 23 квітня 1998 кабінет міністрів України ухвалив постанову «Про уповноваженого у справах дотримання конвенції 1950 р. „Про захист прав і основних свобод людини“». У листопаді 1998 року Європейський суд з прав людини та Європейська комісія з прав людини були об'єднані в новий постійно діючий орган — Європейський суд. До його складу увійшов представник України, який бере участь у засіданнях вищої палати суду при розгляді справ за позовами українських громадян.
Конвенція набула чинності для України 11 вересня 1997 року. МЗС України затвердило офіційний переклад 27 січня 2006 року.

## Історія ухвалення Конвенції
На тлі Другої світової війни, у 1949 році була заснована Рада Європи — міжнародна регіональна організація європейських держав, які проголосили своєю метою розширення демократії, зближення усіх народів Європи, захист прав людини, співробітництво з основних питань права, культури, освіти, інформації, охорони навколишнього середовища.
Від самого початку діяльності Ради Європи принцип поваги прав людини став одним із наріжних каменів цієї організації. Рада Європи забезпечує високі стандарти захисту прав людини в державах-членах насамперед завдяки дії Конвенції про захист прав людини і основоположних свобод.
Конвецію підписали уряди десяти держав — членів Ради Європи в Римі 4 листопада 1950 року англійською і французькою мовами. У Конвенції сказано, що обидва тексти є однаково автентичними, кожен існує лише в одному примірнику, і зберігається в архіві Ради Європи. Генеральний секретар Ради Європи надсилає засвідчені копії Конвенції кожній країні, що до неї приєднується. Ця Хартія прав людини стала фундаментом усього комплексу міжнародно-правового регулювання в галузі прав людини, її законних інтересів та потреб, відправною точкою на шляху цивілізованих європейських держав до втілення в життя загальнолюдських цінностей.
Конвенція набула чинності 3 вересня 1953 року після її ратифікації країнами-підписантами та здачі на зберігання десяти ратифікаційних грамот. Після набрання документом чинності були створені два незалежних органи: Європейська комісія з прав людини (1954) та Європейський суд з прав людини (1959). Вони повинні були слідкувати за дотриманням прав людини, що гарантувались Конвенцією. Під час Віденського саміту у 1993 році було ухвалено рішення про створення нового Європейського суду з прав людини, який замінить колишню двоступеневу систему. Новий Суд, що був створений у Страсбурзі як орган Ради Європи, почав свою роботу 1 листопада 1998 року.
Актом міжнародного визнання України як демократичної правової держави став її вступ 9 листопада 1995 року до Ради Європи та ратифікація Верховною Радою Конвенції про захист прав людини і основоположних свобод та Протоколів до неї.

## Структура Конвенції
Конвенція складається з 59 статей та 3 розділів: Права і свободи (ст. 2—18), Європейський суд з прав людини (ст. 19—51), Інші положення (ст. 52—59).
- Стаття 1. Зобов'язання поважати права людини

### Розділ I. Права і свободи
- Стаття 2. Право на життя
- Стаття 3. Заборона катування[en]
- Стаття 4. Заборона рабства і примусової праці
- Стаття 5. Право на свободу та особисту недоторканність[en]
- Стаття 6. Право на справедливий суд
- Стаття 7. Ніякого покарання без закону[en]
- Стаття 8. Право на повагу до приватного і сімейного життя
- Стаття 9. Свобода думки, свобода совісті і релігії
- Стаття 10. Свобода вираження поглядів
- Стаття 11. Свобода зібрань та об'єднання
- Стаття 12. Право на шлюб[en]
- Стаття 13. Право на ефективний засіб юридичного захисту
- Стаття 14. Заборона дискримінації
- Стаття 15. Відступ від зобов'язань під час надзвичайної ситуації[en]
- Стаття 16. Обмеження політичної діяльності іноземцівОбмеження політичної діяльності іноземців[en]
- Стаття 17. Заборона зловживання правами
- Стаття 18. Межі застосування обмежень прав[en]

### Розділ II. Європейський суд з прав людини
- Стаття 19. Створення Суду
- Стаття 20. Кількість суддів
- Стаття 21. Посадові критерії
- Стаття 22. Вибори суддів
- Стаття 23. Строк повноважень і звільнення з посади
- Стаття 24. Канцелярія і доповідачі
- Стаття 25. Пленарні засідання Суду
- Стаття 26. Одноособовий склад Суду, комітети, палати та Велика палата
- Стаття 27. Компетенція суддів, які засідають одноособово
- Стаття 28. Компетенція комітетів
- Стаття 29. Рішення палат щодо прийнятності та суті заяв
- Стаття 30. Відмова від розгляду справи на користь Великої палати
- Стаття 31. Повноваження Великої палати
- Стаття 32. Юрисдикція Суду
- Стаття 33. Міждержавні справи
- Стаття 34. Індивідуальні заяви
- Стаття 35. Умови прийнятності
- Стаття 36. Участь третьої сторони
- Стаття 37. Вилучення заяв з реєстру справ
- Стаття 38. Розгляд справи
- Стаття 39. Досягнення дружнього врегулювання
- Стаття 40. Слухання у відкритому засіданні та доступ до документів
- Стаття 41. Справедлива сатисфакція
- Стаття 42. Рішення палат
- Стаття 43. Передання справи на розгляд Великої палати
- Стаття 44. Остаточні рішення у справі
- Стаття 45. Умотивованість рішень у справі та ухвал
- Стаття 46. Обов'язкова сила рішень та їх виконання
- Стаття 47. Консультативні висновки
- Стаття 48. Консультативна компетенція Суду
- Стаття 49. Умотивованість консультативних висновків
- Стаття 50. Витрати на забезпечення діяльності Суду

### Розділ III. Інші положення
- Стаття 51. Привілеї та імунітети суддів
- Стаття 52. Запити Генерального секретаря
- Стаття 53. Гарантія визнаних прав людини
- Стаття 54. Повноваження Комітету Міністрів
- Стаття 55. Відмова від інших засобів урегулювання спорів
- Стаття 56. Територіальне застосування
- Стаття 57. Застереження
- Стаття 58. Денонсація
- Стаття 59. Підписання і ратифікація

### Протоколи
Конвенція про захист прав людини і основоположних свобод складається з таких протоколів:
- Перший протокол від 20.03.52[5]
- Протокол № 2 від 06.05.63. Про надання Європейському суду з прав людини повноважень робити консультативні висновки[6]
- Протокол № 4 від 16.09.63. До Конвенції про захист прав людини і основоположних свобод, який гарантує деякі права і свободи, не передбачені в Конвенції та у Першому протоколі до неї[7]
- Протокол № 6 від 28.04.83. До Конвенції про захист прав людини і основоположних свобод, який стосується скасування смертної кари[8]
- Протокол № 7 від 22.11.84[9]
- Протокол № 9 від 06.11.90[10]
- Протокол № 10 від 25.03.92[11]
- Протокол № 11 від 11.05.94. Який передбачає перебудову контрольного механізму створеного Конвенцією про захист прав і основних свобод людини[12]
- Протокол № 12 від 04.11.2000. (ETS N 177)[13]
- Протокол № 13 від 03.05.2002. Стосується скасування смертної кари за всіх обставин[14]
- Протокол № 14 від 13.05.2004. Змінює контрольну систему Конвенції[15]
- Протокол № 14-bis від 27.05.2009[16]

## Додаткові протоколи №4, 6, 7 і 13
Додаткові протоколи № 4, 6, 7 і 13 до Європейської конвенції про захист прав людини та основоположних свобод мають статус самостійних міжнародних документів, що доповнюють текст ЄКПЛ, але не інкорпоровані до її тексту.

### Протокол №4
Про забезпечення деяких інших прав та свобод крім тих, які вже включені до Конвенції та у Першому протоколі до неї. Прийнятий у Страсбурзі 16 вересня 1963 року та набрав чинності 2 травня 1968 р. На 1 вересня 2009 року його ратифікували 42 держави. Підписали, але не ратифікували: Туреччина, Велика Британія, Іспанія. Не підписали — Греція та Швейцарія. Україна підписала Протокол № 4 без будь-яких застережень 19 грудня 1996 року. На території України Протокол набув чинності 11 вересня 1997 р.

### Протокол №6
«Протокол № 6 до Конвенції про захист прав людини та основоположних свобод, який стосується скасування смертної кари». Прийнятий у Страсбурзі 28 квітня 1983 р. та набрав чинності 1 березня 1985 р. На 1 вересня 2009 р. Протокол № 6 підписали всі держави-члени Ради Європи, а ратифікували всі окрім Російської Федерації. Україна підписала протокол 5 травня 1997 р., ратифікувала 4 квітня 2000 р. В Україні Протокол набув чинності 1 травня 2000 р.

### Протокол №7
Містить 3 статті, що закріплюють права людини, які відносяться до кримінально-правової сфери: права на оскарження у кримінальних справах (ст. 2), відшкодування у разі судової помилки (ст. 3), і право не бути притягнутим до відповідальності або покараним двічі (ст. 4). Прийнятий у Страсбурзі 22 листопада 1984 р. та набрав чинності 1 листопада 1988 р.
На 1 вересня 2009 р. Протокол № 7 підписали та ратифікували 41 держава, а ще 5 держав підписали, але не ратифікували. Це — Бельгія. Нідерланди, Іспанія, Німеччина. На території України протокол чинний з 1 грудня 1997 року.

### Протокол №13
Станом на 1 вересня 2009 р., Протокол № 13 підписали та ратифікували 41 держава, а ще 4 держави підписали, але не ратифікували. Це — Вірменія, Латвія, Іспанія і Польща. Дві не підписали: Азербайджан і Російська Федерація. Україна приєдналась до протоколу 3 травня 2002 р., ратифікувала — 10 жовтня 2003 р., в Україні чинний 1 липня 2004 р.

## Права, які захищаються Конвенцією
- Право на життя (ст. 2)
- Право на свободу і особисту недоторканість (ст. 5)
- Право на справедливий суд (ст. 6)
- Право на повагу до приватного та сімейного життя (ст. 8)
- Право на шлюб (ст. 12)
- Право на ефективний засіб юридичного захисту (ст. 13)
- Право на свободу думки, совісті релігії (ст. 9)

## Конвенція забороняє
- Катування і нелюдське, або таке, що принижує гідність, поводження чи покарання;
- Смертну кару.
- Рабство і примусову працю.
- Дискримінацію у здійсненні прав і свобод, які викладені у Конвенції.
- Вислання особи з території держави, громадянином якої вона є, або позбавлення особи права в'їзду на територію держави, громадянином якої вона є.
- Покарання без закону.

## Принципи тлумачення Конвенції про захист прав і основоположних свобод 1950 року
Тлумачення міжнародних договорів відбувається за правилами які встановленні у Віденській конвенції про право міжнародних договорів, але на конвенцію про захист прав людини та основоположних свобод не діють ці правила тлумачення. Тому, що згідно зі ст. 4 Віденської конвенції застосовується лише до тих договорів, які укладені після набрання нею чинності. А Конвенція про захист прав людини і основоположних свобод була прийнята задовго до підписання Віденської конвенції.
При тлумаченні Конвенції потрібно брати до уваги особливу природу конвенції як правозахисного договору. У центрі уваги повинні бути права людини, які є критерієм оцінки правомірності дій або бездіяльності учасників Конвенції. Тому для тлумачення конвенційних норм потрібно вибирати різні методи інтерпретації.

### Принцип ефективного й динамічного тлумачення
Європейський суд з прав людини сформулював позицію, яка гарантує права, які мають практичний вплив і є ефективними. Зараз принцип ефективного та динамічного тлумачення перетворився на спосіб «експлуатації потенційних можливостей Конвенції». Будь-яке тлумачення прав і свобод, повинне відповідати «загальному духу Конвенції — правового акту, метою якого є забезпечення й розвиток ідеалів і цінностей демократичного суспільства». Інакше кажучи, специфіка Конвенції про захист прав людини та основоположних свобод надає тлумаченню її норм особливу цільову орієнтацію. Досягнення ефективного захисту прав людини стає найголовнішим критерієм «зважування» дій держави щодо виконання або обмеження цих прав. Дієвість принципу ефективного тлумачення Конвенції ще виявляється у тому, що він найкращим чином пристосовує положення Конвенції до соціальних умов, які постійно змінюються. Цей принцип обумовлює так звану еволюційну інтерпретацію конвенційних норм. Застосування принципу ефективного та динамічного тлумачення у впливає на обсяг їхнього тлумачення, та на розширення обов'язків держави перед людиною, що дає підстави говорити про безпосередній «вихід» тлумачення норм за «обсягом» на зазначений принцип.
Отже, з декількох можливих варіантів тлумачення змісту правової норми для правозастосування обирається та, практична реалізація якої забезпечить вищий рівень захисту прав та основних свобод людини, у тому числі й шляхом застосування належних механізмів їх поновлення.

### Принцип забезпечення певної свободи національного розсуду
Європейський суд з прав людини як наднаціональний орган, вимагає в усіх випадках враховувати не лише закріплені у Конвенції норми у галузі прав людини, але й інші особливості. Такий підхід виражається в доктрині меж самостійної оцінки держав-учасниць. Сутність цього принципу полягає у тому, що на національні органи покладаються обов'язки тлумачення та конкретизування норм Конвенції відповідно реалій країни. Завдання Суду по здійсненню нагляду полягає в тому, щоб виносити рішення по справі згідно зі ст. 10. Під час виконання своїх повноважень представники держави повинні брати до уваги ті стандарти, які є в Конвенції та прецедентах Європейського суду з прав людини, а також обставини конкретної справи.

### Принцип автономного тлумачення
Багатоманітність правових систем держав, які входять до складу Ради Європи, не дають змогу однаково тлумачити правові поняття в різних європейських країнах, тому практично унеможливлюють інтерпретацію деяких термінів Конвенції відповідно їхнього буквального значення. Через це Суд повинен шукати «спільний знаменник» у розумінні відповідних понять. І наявність визначення якогось терміну у праві держави, ще не означає, що результат справи є заздалегідь визначеним (наприклад, у праві країни це визначається як дисциплінарний проступок, а Суд це може кваліфікувати як «кримінальне обвинувачення»). Під час розгляду справ, як правило, застосовують принцип автономного тлумачення конвенційних норм, посилаючись на потребу враховувати «завдання та цілі Конвенції». Зараз, завдяки інтерпретації судом положень Конвенції сформовані автономні поняття, як-от:
- цивільний (civil)
- кримінальний (criminal)
- обвинувачення (charge)
- особисте життя (private life)
- сімейне життя (family life)
- житло (home)
- кореспонденція (correspondence)
- майно (property)
- закон (law).

Автономні значення таких понять повинні братися до уваги усіма гілками влади під час застосування положень Конвенції про захист прав людини та основоположних свобод.

### Принцип забезпечення мінімальних гарантій прав і свобод людини
53 стаття Конвенції про захист прав людини та основоположних свобод закріплює найважливіший принцип тлумачення її норм:
Ніщо у цій Конвенції не може тлумачитись як таке, що обмежує або порушує будь-які права людини та основні свободи, які можуть гарантуватися законами будь-якої Високої Договірної Сторони або будь-якою іншою угодою, стороною якої вона є.
Інакше кажучи, коли в Конвенції закріплені мінімальні права людини, а в законі більші, то держава не повинна, спираючись на Конвенцію обмежувати права, які закріплені національним правом. Так само, Конвенція не може бути виправданням для ухилення від виконання державою зобов'язань, відповідно до інших міжнародних угод з прав людини, учасницею яких вона є. Цей принцип насамперед, є важливим у практиці уповноважених органів, обов'язок яких забезпечувати реалізацію відповідних норм права на національному рівні.

## Ратифікація Конвенції Україною
Україна ратифікувала Конвенцію 17 липня 1997 року (текст ратифіковано із заявами та застереженнями) і вона набула чинності 11 вересня того ж року. Тим самим Україна взяла зобов'язання привести своє законодавство до міжнародних стандартів, закріплених у Конвенції. Зокрема, цим має займатися Уповноважений Верховної Ради України з прав людини. У 1999 році Парламентська асамблея Ради Європи порушила питання про можливе припинення членства України в РЄ через те, що країна не поспішала змінювати своє законодавство у сфері прав людини відповідно до прийнятих нею міжнародних пактів. У жовтні того ж року для вивчення ситуації в Україну приїхали представники РЄ, за результатами їхніх висновків застосування санкцій було відкладено.
Загальна кількість конвенцій, угод, кодексів, протоколів РЄ, що стосуються прав і свобод людини, становить 173 документи. Станом на грудень 2011 р. Україна приєдналася лише до 32 з них та підписала ще 10. З групи дванадцяти конвенцій про захист прав людини Україна приєдналась лише до 9; з групи п'яти конвенцій щодо запобігання нелюдському чи такому, що принижує людську гідність, поводженню або покаранню — до 2; з групи конвенцій Європейської соціальної хартії — до жодної з п'яти (підписані — дві); з групи конвенцій з соціальних питань — до жодної з 15; з групи конвенцій щодо охорони здоров'я — до жодної з 18; з групи конвенцій з питань освіти, культури і спорту — до однієї з 14 (підписана 1); з групи конвенцій з кримінального права — до 9 з 22 (підписана 1), з групи конвенцій із загального права та захисту інформації — до двох із 8; з групи конвенцій із біоетики — до жодної з двох.